# Agitare la mano

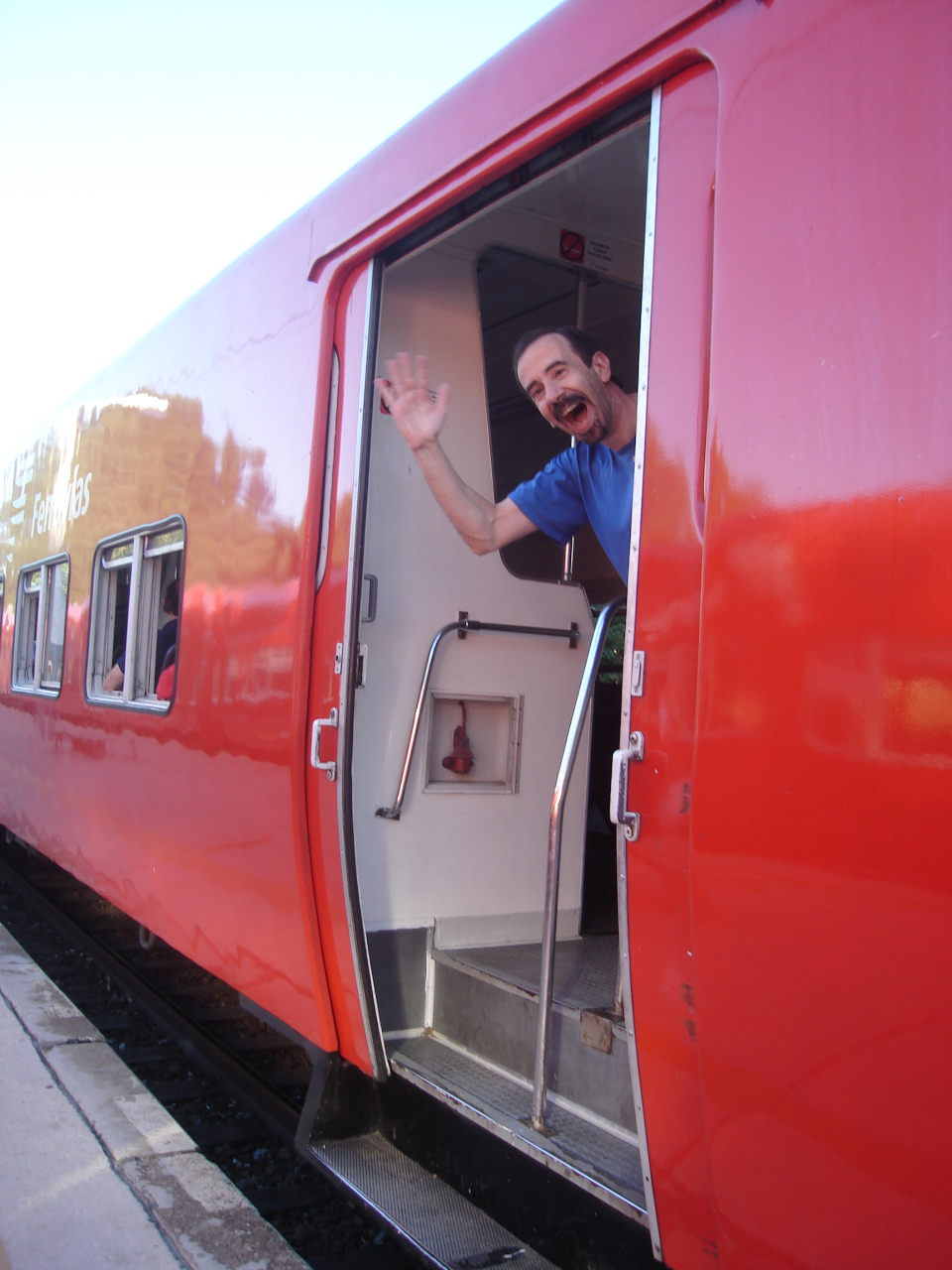
Il saluto con la mano di un viaggiatore a chi resta

Agitare la mano è un gesto che richiama l'attenzione di chi l'osserva e viene spesso usato come saluto molto informale (in questo caso si usa l'espressione "fare ciao con la mano"). 

## Esecuzione
Il gesto consiste in movimenti ripetuti della mano, di solito col braccio proteso in alto o in avanti. Il movimento più tipico della mano in questa forma di saluto è un ondeggiamento a destra e sinistra con perno sul polso, spesso accompagnato da una torsione dell'avambraccio (a volte è tutto l'avambraccio che ondeggia con perno sul gomito). 

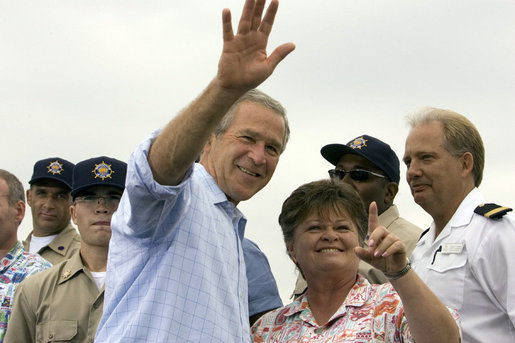
George W. Bush che agita la mano in segno di saluto

Può consistere anche in un aprire e chiudere ritmicamente la mano.

## Utilizzo
L'uso di questo gesto è tipico di un saluto a distanza tra conoscenti, e accompagna spesso il momento in cui ci si separa. Il suo uso implica un livello di informalità simile a quello che connota l'uso di ciao a livello verbale. Non è quindi indicato per situazioni di saluto molto formali, con alcune eccezioni, quando per esempio personaggi importanti sfilano davanti ad un pubblico e rispondono ai saluti con lenti movimenti del braccio. 

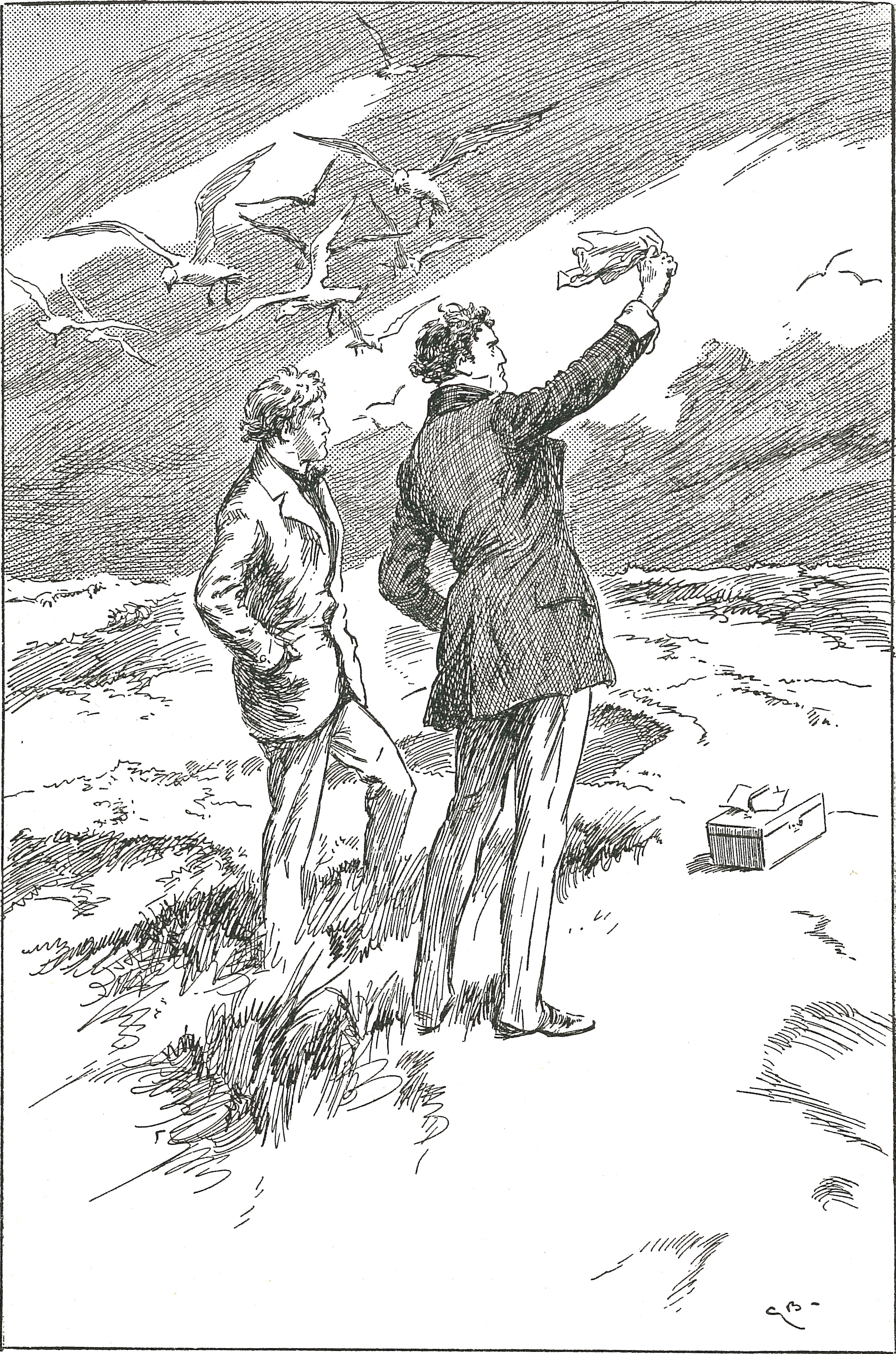
Saluto/richiamo a distanza agitando il fazzoletto

Il gesto può anche essere impiegato semplicemente per attirare l'attenzione a distanza, e in questo caso può essere rivolto anche a sconosciuti. Normalmente si fa ciao con una mano sola, ma può capitare che il gesto venga fatto con entrambe le mani, sia per enfatizzare il saluto sia nel caso in cui lo si impieghi per attirare l'attenzione. In casi particolari, quando la distanza è notevole, la mano che si agita può tenere un fazzoletto ("agitare il fazzoletto"), per una maggiore visibilità.
Il gesto di "fare ciao" è uno dei primi gesti referenziali che il bambino apprende intorno all'anno di età, dapprima su stimolo di un adulto e poi in modo sempre più autonomo. Difficoltà nella produzione del gesto possono essere indice di aprassia o di disprassia.